# Château de Rambouillet
Le château de Rambouillet, ancienne résidence royale, impériale et présidentielle, est situé à Rambouillet, chef-lieu d'arrondissement du sud des Yvelines en France dans un parc de 980 hectares au sein de la forêt de Rambouillet.
Le château de Rambouillet est un lieu de calme pour les princes et les souverains. Éloigné de la cour du roi de France (Paris ou Versailles), les princes et chef de l'État se servent du domaine et du château comme un haut lieu de diplomatie : ils y convient leurs invités lors des chasses présidentielles ou lors d'événements internationaux de premier rang comme le premier sommet du G6 de 1975.
Une partie du domaine est classée au titre des Monuments historiques par arrêté du 30 novembre 2010 qui s'est substitué à ceux du 23 mars 1896, du 14 mars 1944, du 8 juin 1967, du 29 août 1977 et complète l'arrêté d'inscription du 29 août 1977,.
Par le décret n°2024-472 du 24 mai 2024, le domaine de Rambouillet est devenu domaine national. Le château ainsi que les parties intérieures ont été classés au titre des Monuments historiques intégralement par ce décret.

## Histoire

### Le manoir de la famille d'Angennes
En 1368, Jean Bernier, chevalier, conseiller et maître des requêtes de l'hôtel du roi, prévôt de Paris, achète à Girard de Tournebu un simple manoir qu'il fait transformer en 1374 en un véritable château fortifié et entouré de douves. Ce château primitif est de plan pentagonal irrégulier, avec un corps de logis triangulaire cantonné de tourelles, une grosse tour, un châtelet d'entrée et une cour fermée de courtines. Ces transformations doivent se comprendre au regard de l'ordonnance de Charles V du 19 juillet 1367 prescrivant de fortifier tous les châteaux ; c'est aussi l'époque où Charles V fait construire la Bastille.
Dès 1384, Guillaume, fils de Jean Bernier, vend ce nouveau château à Regnault d'Angennes, écuyer et premier valet tranchant du roi. Il restera dans la famille d'Angennes pendant plus de trois siècles, jusqu'en 1699.
Pendant la guerre de Cent Ans, le château fut pillé et incendié entre 1425 et 1428. Jean II d'Angennes et son épouse Philippa du Bellay consacrèrent leur vie et une bonne partie de leur héritage à le rebâtir. Leur petit-fils, Jacques d'Angennes (1514-1562), capitaine des gardes du corps de François Ier, agrandit le domaine en achetant les terres d'Auffargis et de Poigny, la châtellenie des Essarts-le-Roi et divers terrains alentour, constituant ainsi un magnifique domaine de chasse. Grand amateur de chasse, François Ier vient souvent à Rambouillet. Il y meurt le 31 mars 1547 d'une septicémie, selon la tradition dans la chambre haute de la grosse tour, qui a subsisté jusqu'à nos jours malgré les transformations considérables apportées au château.
Jacques d'Angennes fait, en outre, embellir le château. Au rez-de-chaussée, il fait aménager une grande salle dans le goût italien, aux murs recouverts de plaques de marbre, par le maître maçon Olivier Ymbert, architecte du proche château de Thoiry. Il fait également construire le grand escalier en brique et pierre.
En 1612, Louis XIII érige la terre de Rambouillet en marquisat au profit de la famille d'Angennes. C'est l'époque où Catherine de Vivonne, marquise de Rambouillet, épouse de Charles II d'Angennes, tient salon dans son hôtel de Rambouillet à Paris. Leur fille, Julie d'Angennes, est la dédicataire de la fameuse Guirlande de Julie. Elle épouse le Charles de Sainte-Maure à qui elle apporte en dot le domaine de Rambouillet. Celui-ci agrandit le domaine par d'importantes acquisitions entre 1670 et 1681 et fait redessiner les jardins. Il est possible que le célèbre Jean-Baptiste de La Quintinie y ait créé un verger.

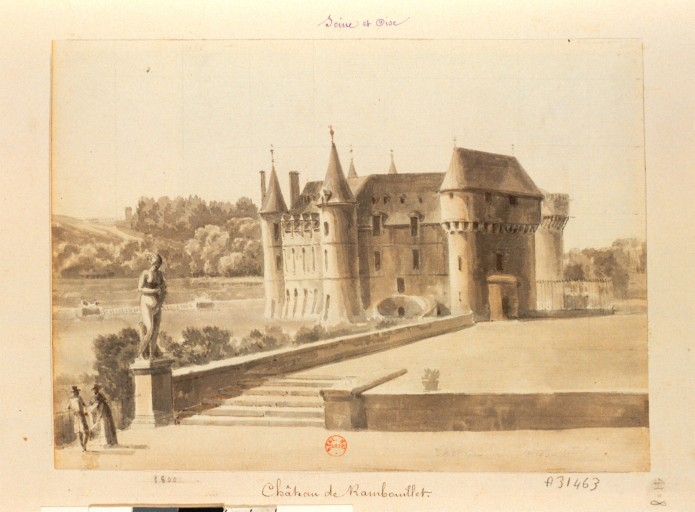
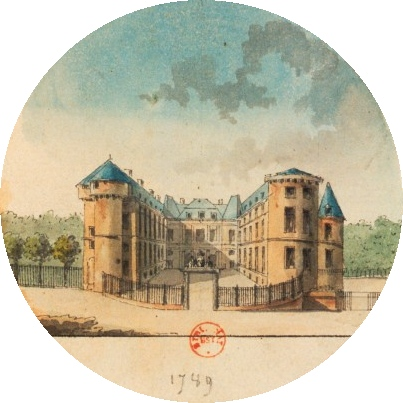

### Fleuriau d'Armenonville et la création des jardins

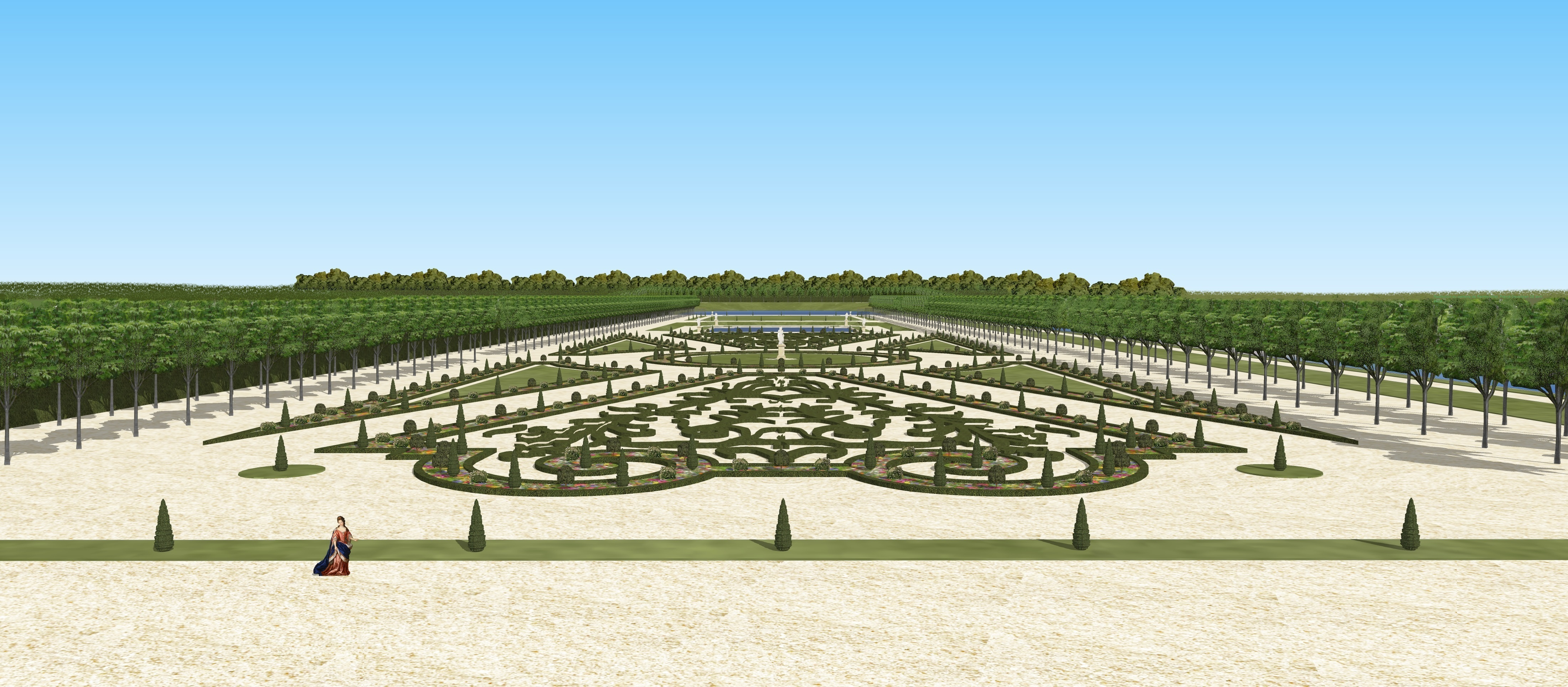
Restitution de la vue sur le parterre du château de Rambouillet, fin du XVIIe siècle.

En 1695, à la mort de Marie-Julie de Sainte-Maure, duchesse d'Uzès, fille du duc de Montausier et de Julie d'Angennes, et veuve d'Emmanuel II de Crussol (1637-1692), 5e duc d'Uzès, ses héritiers ne pouvant en assumer les frais, le domaine très hypothéqué est géré par des syndics. L'un d'eux, Joseph Fleuriau d'Armenonville, s'en porte acquéreur en 1699.
Fleuriau d'Armenonville, qui n'avait dépensé que 140 000 livres pour acquérir le domaine, y engloutit plus de 500 000 livres en l'espace de quelques années. Selon la tradition, c'est lui qui fait transformer les jardins à la française en créant une succession de parterres et de plans d'eau, alimentés par les nombreuses sources de ces terrains marécageux. Un canal est creusé dans l'axe de la façade sud-ouest du château et prolongé par un tapis vert. Un autre canal, perpendiculaire, longe les parterres de broderies qui s'étendent au pied du château. Au-delà de ces parterres sont aménagés trois bassins de formes différentes. Le parc est agrémenté de sculptures par Simon Mazière, Pierre Legros et René Frémin.

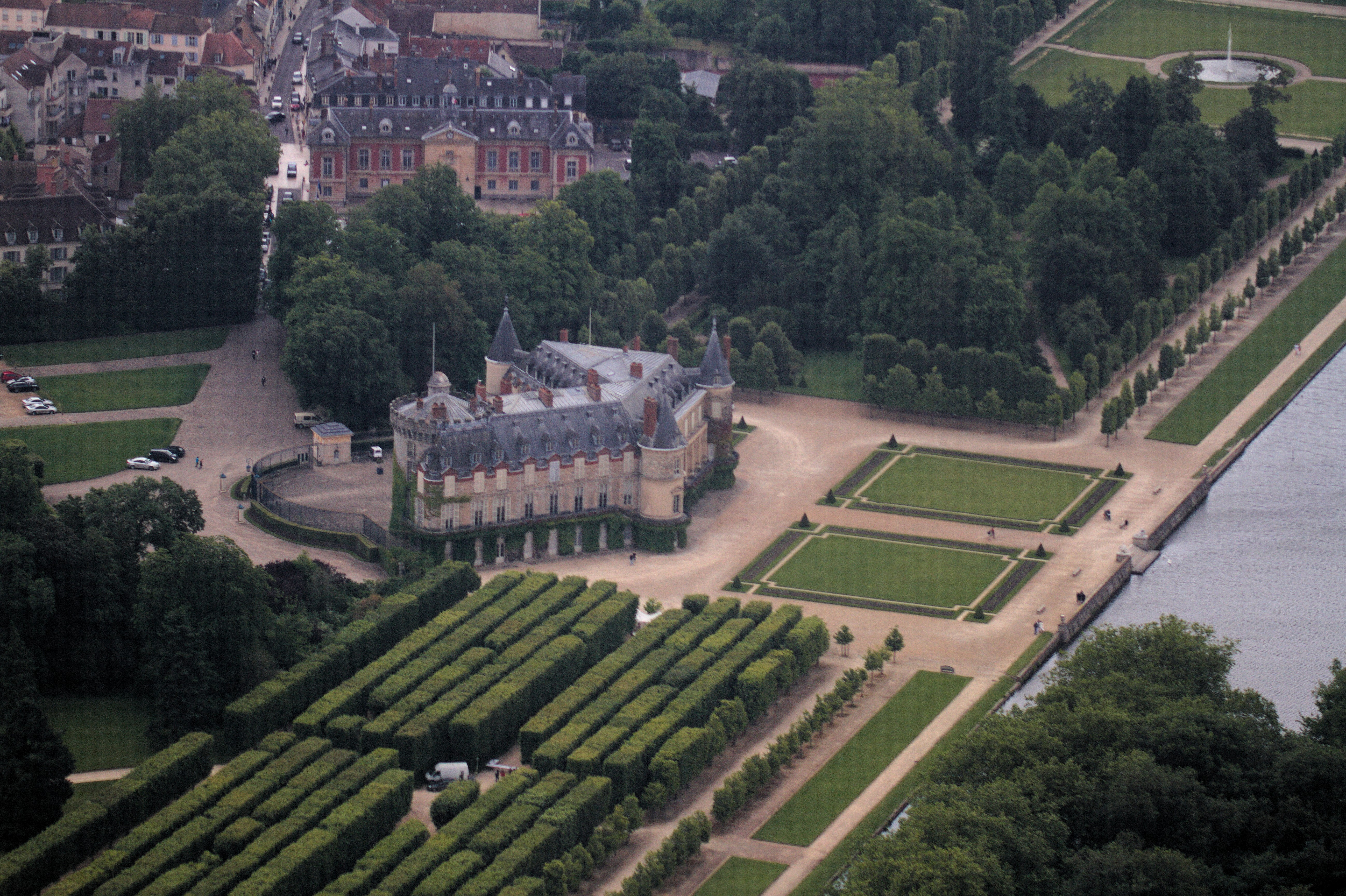
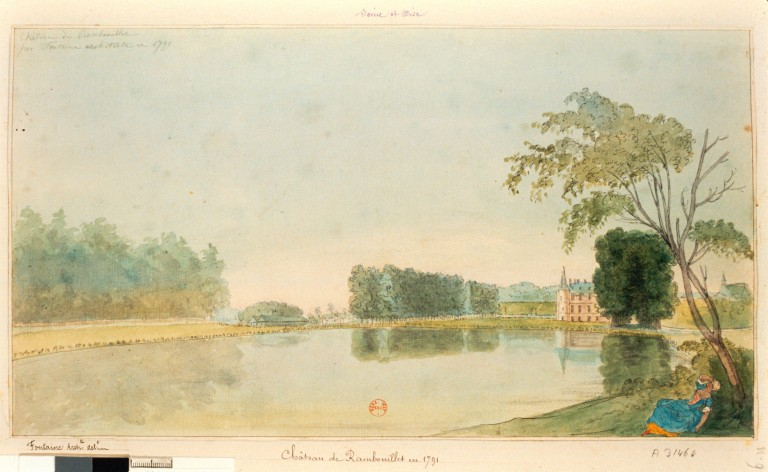
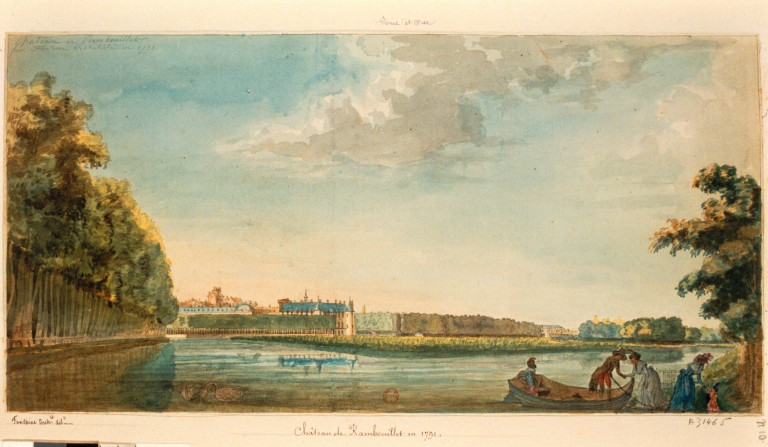
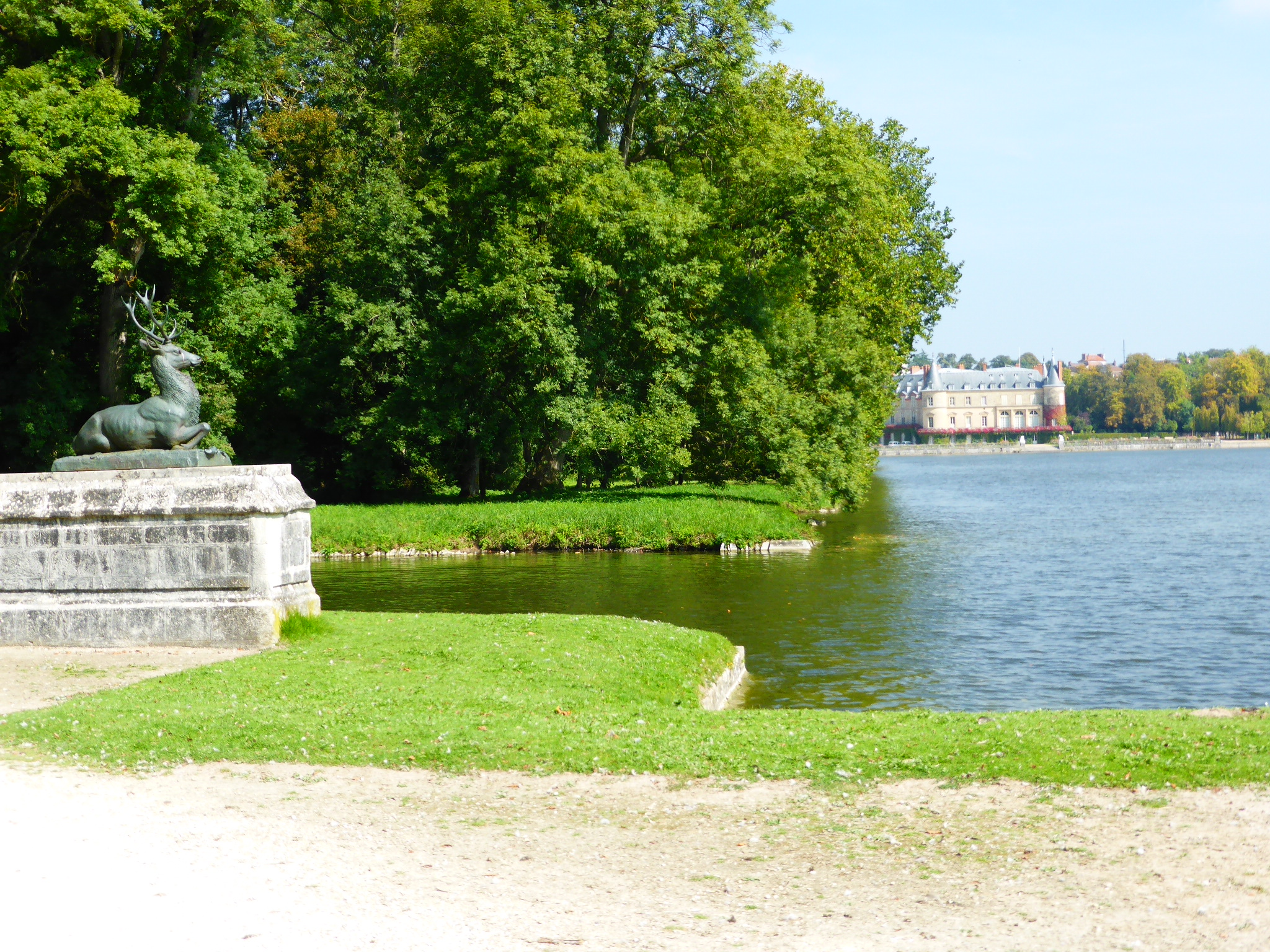
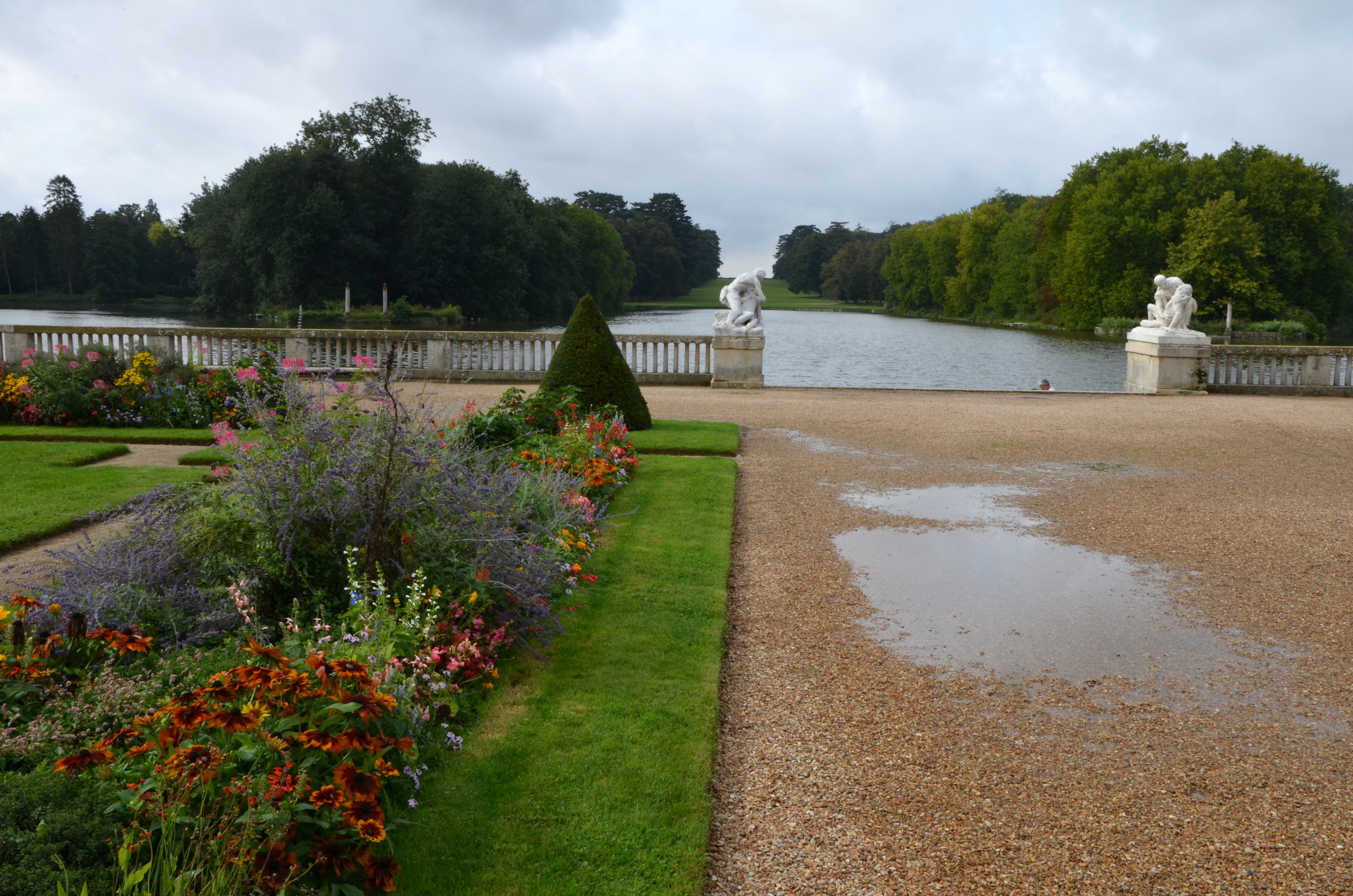

### Le château des Bourbons
Louis-Alexandre de Bourbon, comte de Toulouse et duc de Penthièvre, fils naturel légitimé de Louis XIV et de Madame de Montespan, amiral de France, souhaitant posséder un domaine de chasse non loin de Versailles, jette son dévolu sur Rambouillet. Fleuriau d'Armenonville est contraint de lui céder le domaine en 1706 pour la somme de 500 000 livres.

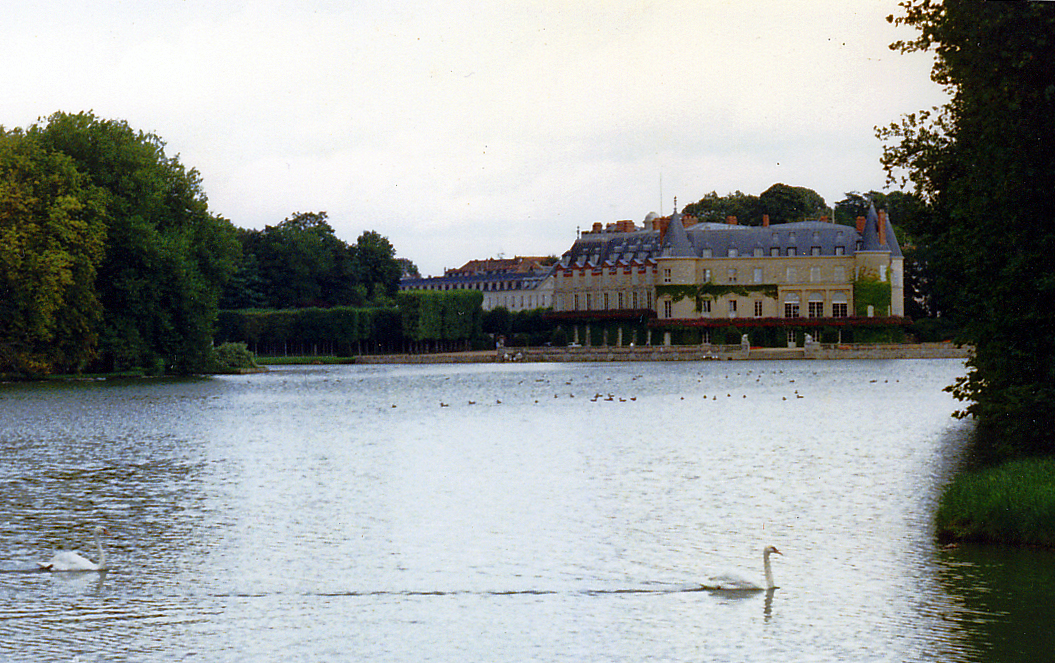
Le château vu des bassins.

Le comte de Toulouse va considérablement développer et embellir le domaine. Il procède à d'importantes acquisitions foncières, ajoutant au marquisat de Rambouillet les terres de Saint-Léger-en-Yvelines, Montfort-l'Amaury, Gazeran et une bonne partie du duché d'Épernon. Il porte ainsi le domaine jusqu'à 13 000 hectares. Le tout sera érigé en duché-pairie en mai 1711. Il fait construire de splendides écuries et de vastes communs, reliés au château par un souterrain. Il fait également réaliser d'importants travaux au château même.
Une première campagne de travaux a lieu de 1706 à 1709, menée par les architectes du comte de Toulouse, - nommés Jean Sarda et Michel Jumel - d'après les dessins et sous la direction de Pierre Cailleteau dit « Lassurance ». Les façades sur cour sont homogénéisées et la cour est fermée par une grille semi-circulaire. L'aile est (aujourd'hui détruite) est dotée d'une façade incurvée sur le jardin et d'un escalier extérieur en fer à cheval. En août 1707, alors que l'essentiel de ces travaux est achevé, le château reçoit la visite du Grand Dauphin, du duc et de la duchesse de Bourgogne, de la princesse de Conti et de nombreux courtisans. Louis XIV lui-même vient deux fois rendre visite à son fils, en compagnie de Madame de Maintenon, la seconde fois en 1714, peu avant sa mort.

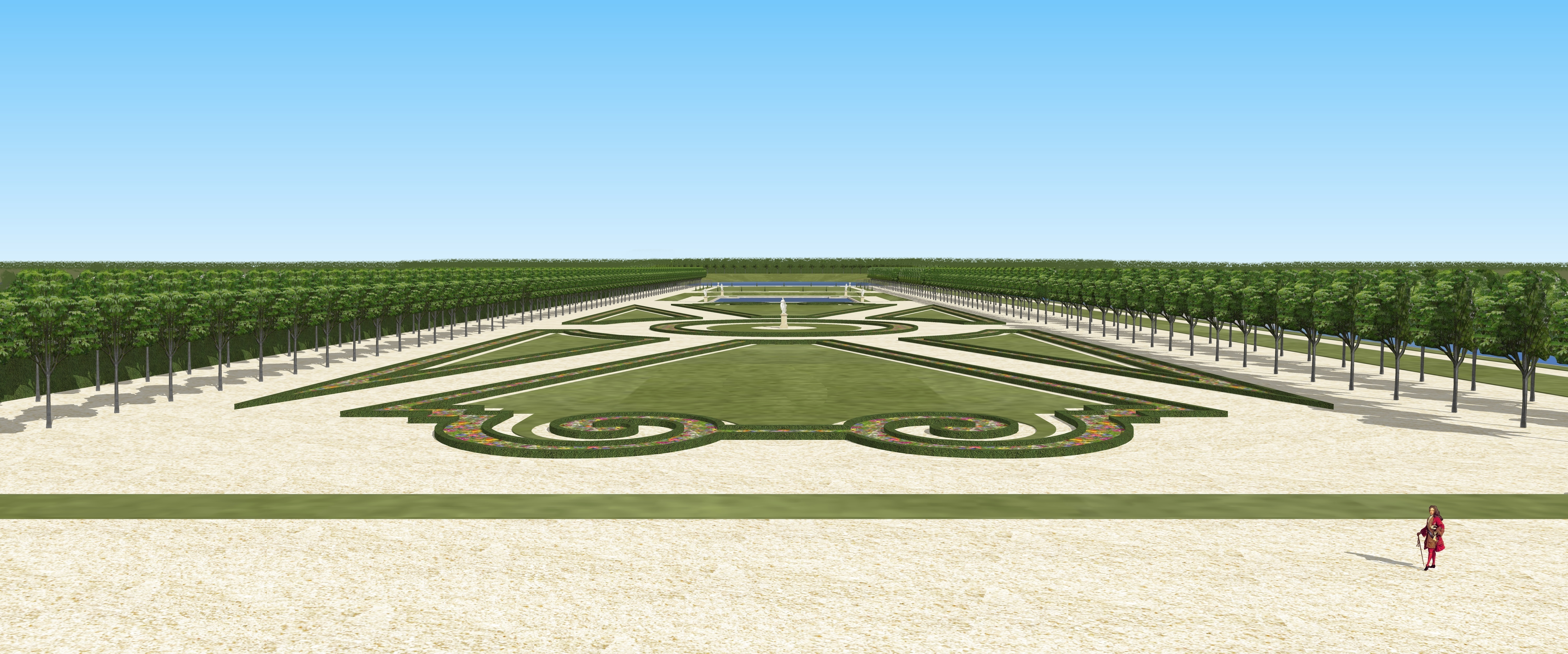
Vue du grand parterre du château de Rambouillet vers 1740, après la simplication des broderies en pelouses à l'intérieur des compartiments

Lorsqu'il quitte le conseil de Régence en 1722, le comte de Toulouse se retire à Rambouillet. Il lance de 1730 à 1736 une seconde campagne de travaux sous la direction de l'architecte Claude Desgots et de l'entrepreneur des Bâtiments du roi, Jean-Blaise Legoux, assisté de Jean-Charles Garnier d'Isle, gendre de Desgots, et de Charles-François de l'Epée, architecte du roi et père du fameux abbé de l'Epée. Les travaux sont exécutés par Michel Jumel d'après leurs instructions. Elle vise à doubler l'aile ouest par la création d'un appartement dit « appartement d'assemblée ». En dépit de l'importance du projet, l'intervention de Desgots est relativement discrète. Il fait déplacer la tourelle d'angle pour ne pas bouleverser l'équilibre du château. La principale originalité est un balcon courant sur la façade le long du nouvel appartement, disposition qui était depuis longtemps passée de mode. Les aménagements intérieurs réalisés à la même époque et pour l'essentiel toujours en place sont en revanche d'un très grand luxe. Un très bel ensemble de boiseries sculptées est réalisé par les ornemanistes Marie Cané, veuve d'Etienne Robillon et Charles Rousseau, sculpteur des Bâtiments du roi. L'ensemble de ces travaux coûta la somme très élevée de 4,7 milions de livres, d'après les comptes des Maisons et Finances du comte de Toulouse.

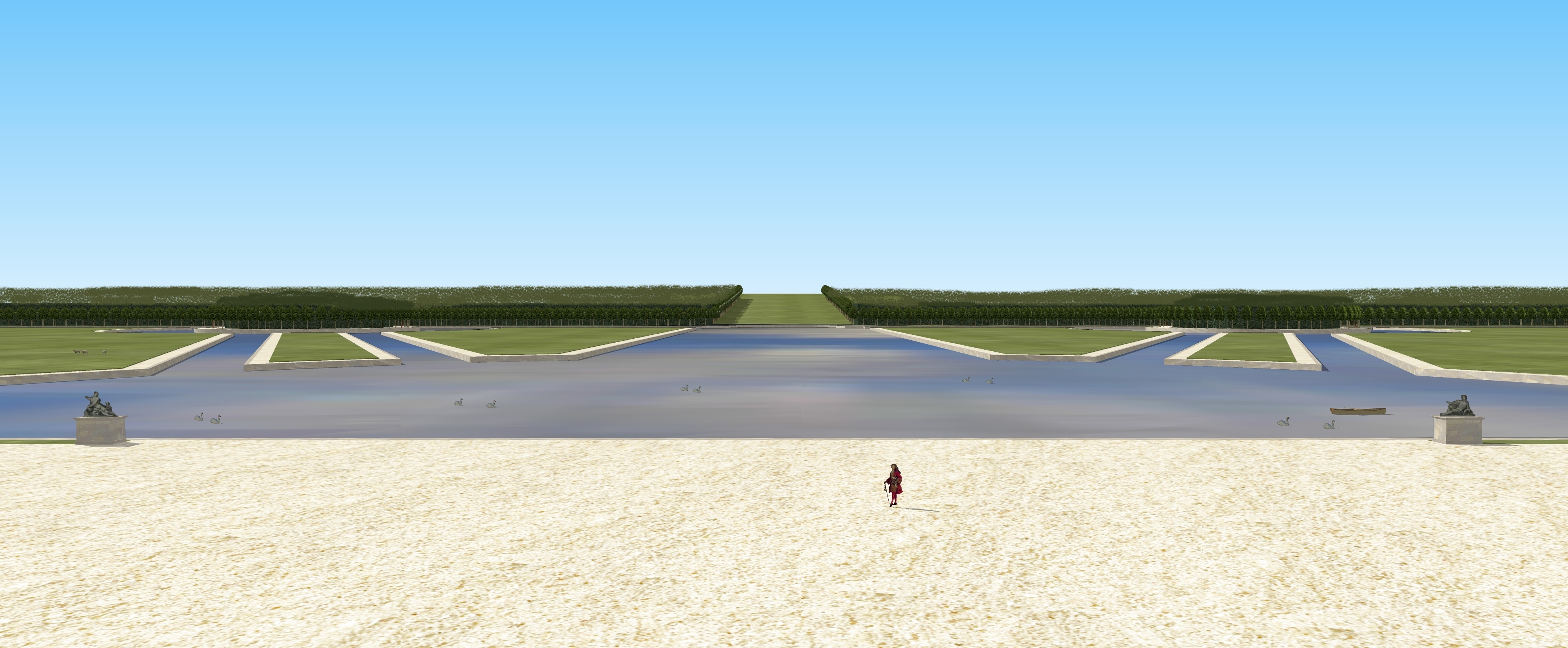
Vue de la Grande Perspective du château de Rambouillet au XVIIIe siècle (sans le boisement des îles).

À la mort du comte de Toulouse en 1737, le domaine passe à son fils unique, Louis Jean Marie de Bourbon, duc de Penthièvre. Né à Rambouillet, ce dernier y passe beaucoup de temps et se consacre principalement à l'embellissement des jardins. Il fait développer le réseau de canaux pour constituer un ensemble d'îles et fait aménager 25 hectares du parc à l'anglaise avec fabriques, selon une mode qui commence alors à se répandre en France. La Chaumière aux coquillages, l'ermitage et le Kiosque chinois (voir ci-dessous) datent des années 1770-1780.

### Rambouillet, une résidence royale

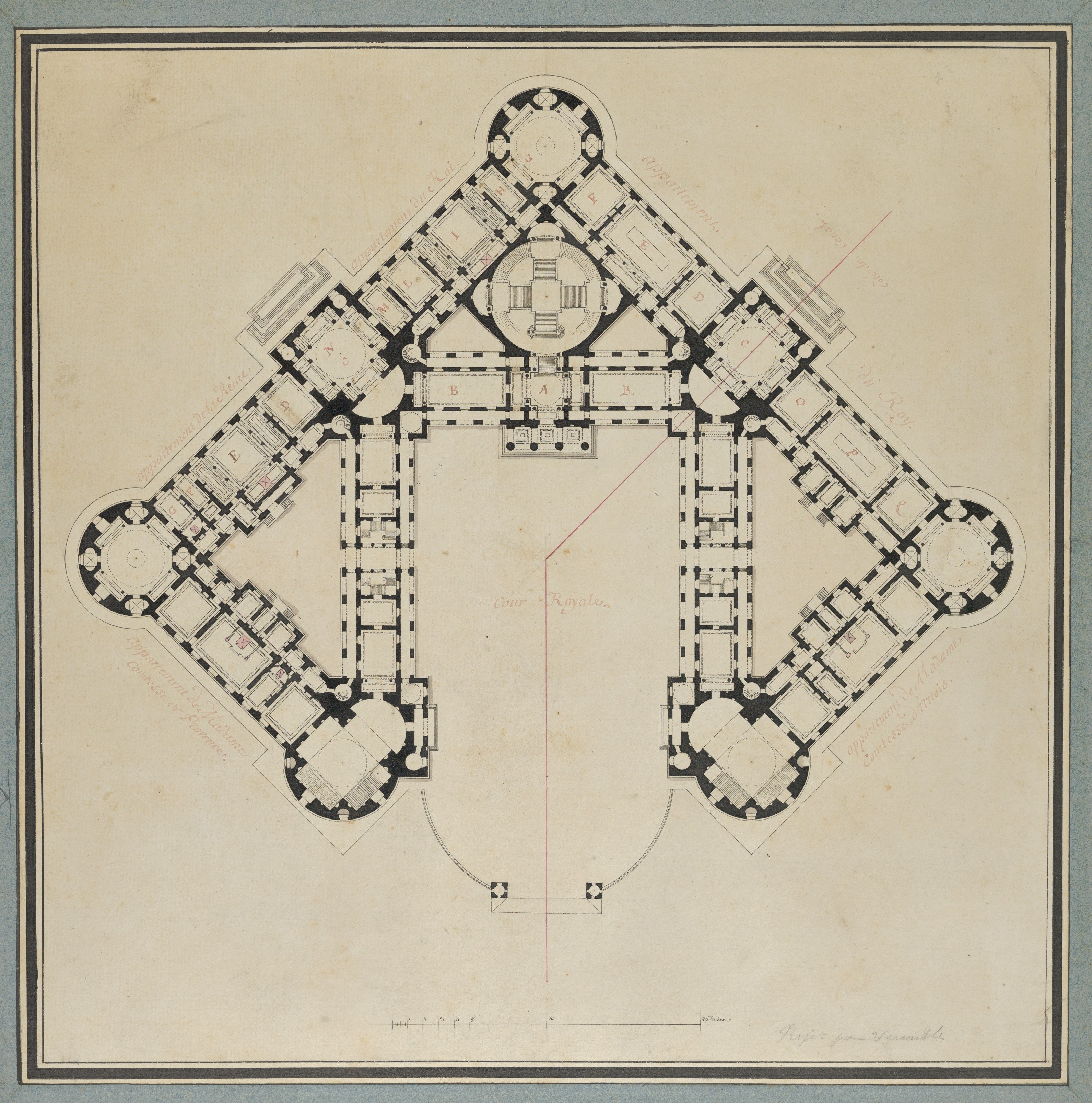
Projet proposé vers 1783 par l'architecte Jean Augustin Renard pour la transformation du château de Rambouillet en résidence royale.

Louis XVI qui, comme Louis XV, chasse souvent en forêt des Yvelines mais trouve trop exigu son château de Saint-Hubert, demande à son cousin le duc de Penthièvre de lui céder son château de Rambouillet. La vente est conclue le 23 décembre 1783 pour la somme considérable de 16 millions de livres. Louis XVI envisage tout d'abord de faire reconstruire le château, mais les plans demandés à l'architecte Jean Augustin Renard ne sont pas concluants, compte tenu des contraintes du site, notamment la proximité de la ville et la présence du canal.
En définitive, le roi décide de conserver le château mais fait construire sous la direction de l'architecte Jacques-Jean Thévenin de vastes communs, pouvant accueillir 400 serviteurs, à la place des anciennes écuries, et de nouvelles écuries pour 500 chevaux. Dans la ville, il fait construire l'Hôtel du Gouvernement pour le gouverneur de Rambouillet, Charles Claude Flahaut de La Billarderie, comte d'Angiviller, ainsi que le bailliage, la Vénerie.
Marie-Antoinette déteste le château de Rambouillet, dont elle trouve l'allure « gothique ». Elle appelle d'ailleurs la demeure tant aimée de son mari, « la gothique crapaudière ». Pour tenter de lui faire aimer le domaine, Louis XVI fait réaménager une aile pour des nouveaux appartements au goût du jour, fait construire dans le plus grand secret une ferme et une magnifique laiterie, inaugurée en juin 1787, et remanier les jardins par Hubert Robert dans le style anglais, pittoresque, qui plaît tant à la reine.
Le 13 juillet 1788, un violent orage ravage plusieurs régions de France. Le roi venait alors de quitter le château de Rambouillet où d'énormes grêlons détruisent près de 12 000 vitres, les ardoises de l'édifice et un millier d'arbres,.

### Rambouillet auXIXesiècle
Sous la Révolution française, à partir de 1793, le château est laissé à l'abandon pour une dizaine d'années. En 1804, sur la demande de Napoléon Ier (1769-1821), l'architecte Auguste Farmin fait de Rambouillet un rendez-vous de chasse et une maison d'habitation. La remise en état est achevée en 1807. Le château de Rambouillet est inscrit sur la liste civile de Napoléon Ier. Il aime Rambouillet pour les possibilités cynégétiques qu'offre le domaine. Il engage des travaux de réaménagement. Une première campagne, sous la direction de l'architecte Guillaume Trepsat, aboutit en 1805 à la démolition de l'aile est. On songe alors à reconstruire entièrement l'édifice, et plusieurs projets sont élaborés en 1809 par l'architecte Auguste Famin, dont aucun n'est finalement retenu. Famin est toutefois chargé de revoir un certain nombre de circulations intérieures ainsi que la décoration de plusieurs appartements. Dans le parc, il sème de nouvelles fabriques et fait planter de nouvelles essences, dont une allée de cyprès chauves de Louisiane, la première de France, qui sera célèbre, et qui malheureusement a été abattue lors de la tempête Lothar, le 26 décembre 1999.
Sur le chemin de l'exil, Napoléon passe à Rambouillet la nuit du 29 au 30 juin 1815. Avec le retour des Bourbons sur le trône, le château est remeublé et des travaux sont exécutés pour effacer les insignes impériaux. Le nouveau gouverneur, Armand-Louis de Serent, entreprend de modifier la façade sud, qui donne sur le jardin, mais le chantier est interrompu après avoir fait réaliser trois baies en plein cintre, ce qui donne aujourd'hui un aspect étrange et peu homogène à cette partie du château. Le duc de Lorges succède à Sérent dans le gouvernement du château (1822-1826).
Charles X aime chasser à Rambouillet. C'est là que, prenant lui aussi la route de l'exil, il abdique en faveur de son petit-fils le duc de Bordeaux le 2 août 1830.
Louis-Philippe Ier ne veut pas conserver le château sur sa liste civile et le remet à l'administration des domaines, qui le loue à divers occupants : le baron de Schickler, le comte Duchâtel, un restaurant de luxe, un cercle parisien.
En 1852, il réintègre la liste civile de Napoléon III qui y fait quelques séjours.

### Rambouillet, résidence présidentielle

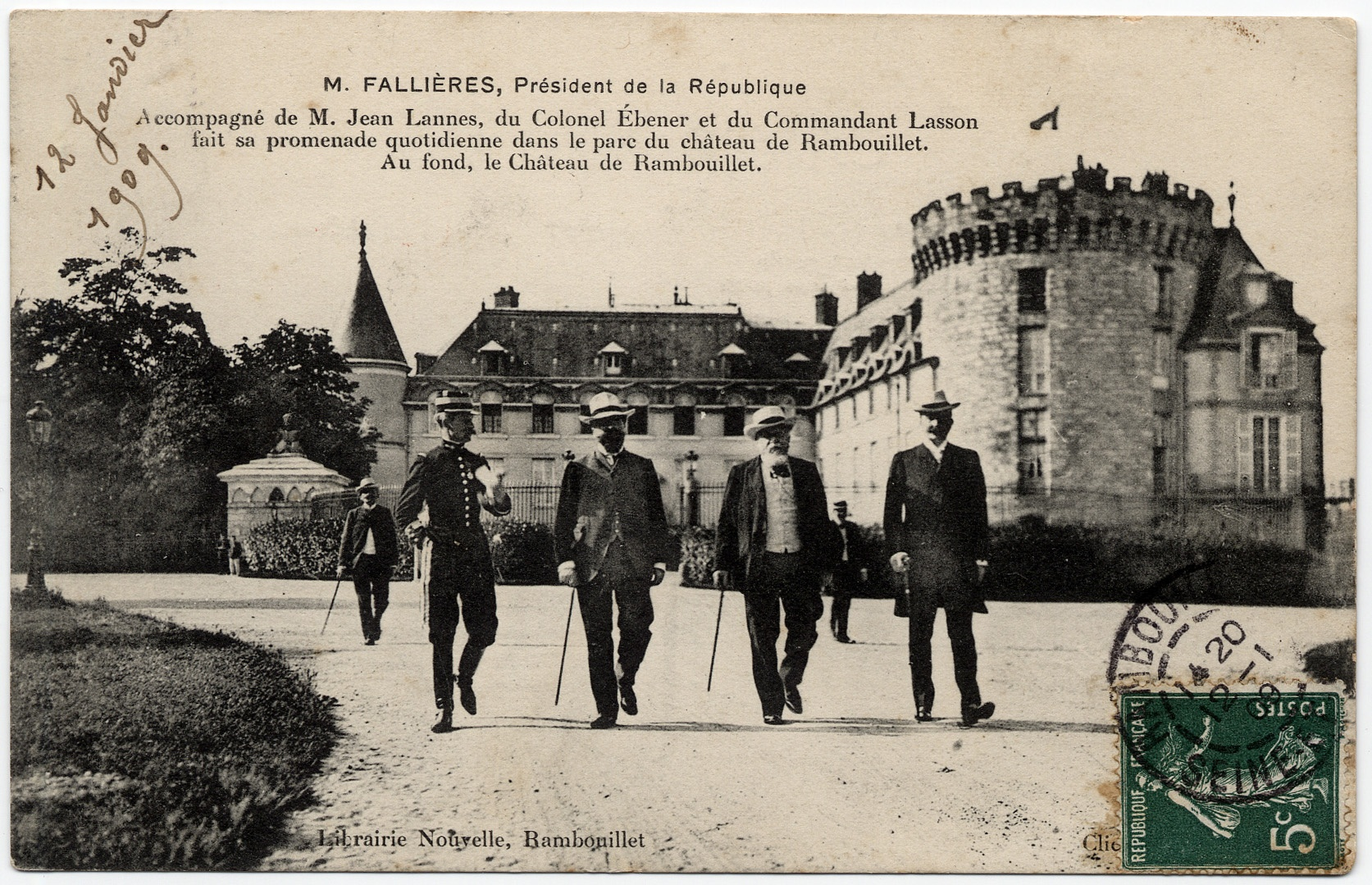
Le président Armand Fallières (deuxième en partant de la droite) en promenade au château de Rambouillet.

Après la chute du Second Empire, l'administration envisage un moment de transformer le château en hôpital, soulevant les protestations indignées d'Adolphe Thiers.
Mais dès 1883, les présidents de la République reprennent la tradition des chasses à Rambouillet. Jules Grévy, Sadi Carnot, Jean Casimir-Perier aiment le château.
Celui-ci est aménagé en résidence d'été pour Félix Faure en 1895 et devient officiellement résidence présidentielle le 23 février 1896, servant de lieu de villégiature d'été (de mai à octobre) pour tous les présidents jusqu'à René Coty (sa femme Germaine Coty y décédant en 1955) et de lieu principal pour les chasses présidentielles.
Sous Vincent Auriol, plusieurs dizaines de chambres y sont aménagées afin d'accueillir des délégations étrangères.
Un appartement d'apparat est même créé dans la tour François Ier, décoré par Jean Pascaud.
Ce confort reste cependant limité : invité à passer la nuit au château en 1960, le dirigeant soviétique Nikita Khrouchtchev se retrouve sans eau chaude. Georges Pompidou apprécie y convier des proches dès le vendredi soir, consacrant le lendemain à la chasse ; Valéry Giscard d'Estaing fait de même, avec des invités ou en famille. Il organise même au château certains conseils des ministres.
Les chasses prennent fin après la présidence de ce dernier.
Le domaine fut remis en dotation en 2009 sous Nicolas Sarkozy.
En 1975, le château de Rambouillet abrite le premier sommet des pays les plus industrialisés, à l'initiative du président Giscard d'Estaing. Outre la France, cinq autres pays sont représentés respectivement par Helmut Schmidt pour l'Allemagne, Gerald Ford pour les États-Unis, Aldo Moro pour l'Italie, Takeo Miki pour le Japon et Harold Wilson pour le Royaume-Uni.
D'autre part, le château accueille régulièrement les chefs d'État étrangers en visite en France, comme Boris Eltsine, Hosni Moubarak ou Nelson Mandela. La chambre aménagée pour les chefs d'État étrangers se trouve dans les appartements réputés pour être le lieu de la mort du roi François Ier, le 31 mars 1547.
En 1999, le château est le lieu de rédaction d'une proposition d'accord de paix entre la Yougoslavie et les Albanais du Kosovo, que la Yougoslavie rejette, ce qui conduit peu après à la guerre du Kosovo.

### Monument ouvert au public
Depuis 2009, le Centre des monuments nationaux a la gestion du château et organise sa visite. Les espaces bénéficient toujours de leurs ameublement du Mobilier national.
Depuis 2023, Pierre Dubreuil est commissaire à l'aménagement du domaine national de Rambouillet, succédant à Jean d'Haussonville.
De 2015 à 2017, le château a bénéficié d'une vaste campagne de restauration, qui a concerné les façades et les toitures. Le chantier se poursuivra par une restauration des espaces intérieurs.

## Architecture

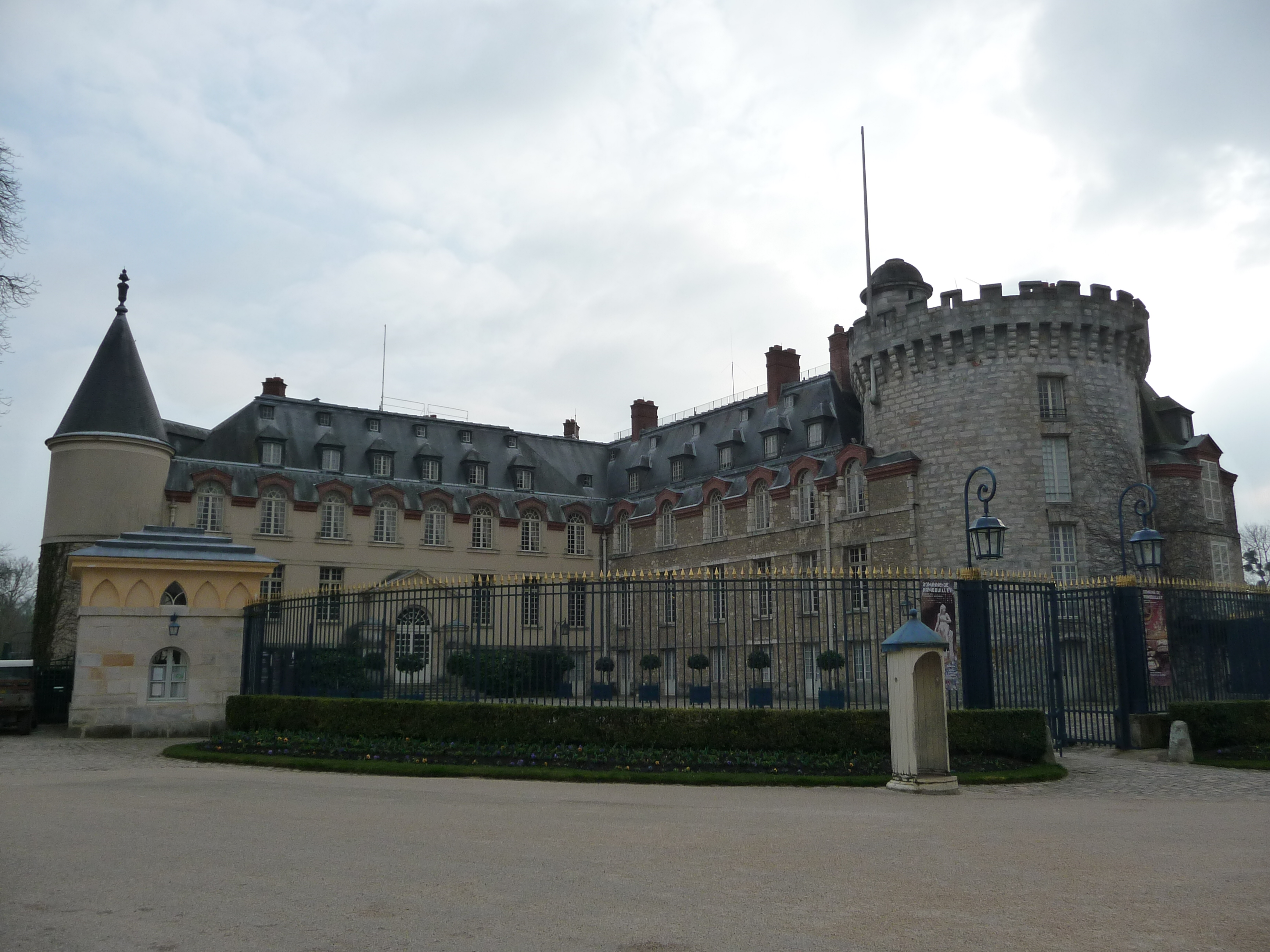
Le château vu de son entrée actuelle (la grille remplaçant l'aile est), avec la tour médiévale et l'extension XVIIIe siècle.

Le château se compose d’un corps de logis principal de plan triangulaire, dont se détache une aile unique en meulière, flanquée d’une tour médiévale crénelée.
Cette dernière est appelée « tour François Ier », la tradition voulant que le roi soit mort dans la chambre haute de cette tour en 1547.
Le portail d’entrée de la cour d’honneur est situé dans l’axe du bâtiment principal, entre la tour à droite et un petit pavillon faisant office de loge à gauche (il s'agit de l'ancienne aile Est, démolie sous Napoléon Ier).
L’entrée principale du château, surmontée d’un fronton néoclassique, conduit à un escalier d'honneurde style Renaissance, couvert de voûtes d’arêtes et de voûtes cintrées construites en brique.
L'escalier mène à la salle des Marbres construite au XVIe siècle : ancienne salle des gardes, les murs et les sols sont ornés de plaques de marbre (marbre blanc des Pyrénées, bleu turquin et rouge du Languedoc) de formes géométriques.
À l'entresol, la salle à manger recouverte de boiseries et décorée de mobilier de style Empire, date du début du XIXe siècle.
La pièce contiguë est la salle de bains de Napoléon Ier décorée par Godard en 1809 en style pompéien : elle abrite une baignoire en cuivre étamé dans une alcôve et reçoit un décor néoclassique (médaillons du peintre Vasserot, Renommées, frise de triglyphes et métopes au-dessus de la corniche, cornes d’abondance, animaux mythologiques).
À l’étage, subsiste une série de pièces en enfilade : boudoir dit de Marie-Antoinette, orné de boiseries peintes de style rocaille et d'une frise en stuc le long de la corniche, à l'iconographie très riche .
Le grand salon avec un mobilier constitué de fauteuils en damas jaune et de boiseries décorées à l’esprit naturaliste (faucille et épis de blé, fusil et cor de chasse, luth, violon, partitions, corbeille de fruits) .
La salle du Conseil ornée de tapisserie de la manufacture des Gobelins sur fond rose à décor floral et d'un mobilier offrant des scènes d’amour, les fauteuils Louis XV tendus de tapisseries de Beauvais représentant sur leurs assises les fables de La Fontaine.
Le salon du méridien (ancienne salle à manger de l’appartement d’Assemblée), équipé dans une niche d'un poêle de faïence vernissée blanche, installé sous la présidence de René Coty.
L'oratoire surmonté d’une coupole à caissons peints en trompe-l'œil, entouré de pilastres ornés d’encensoirs, de tiares pontificales, de mitres d’évêques et de médaillons, et doté d'un mobilier varié.
L'antichambre de l'Assemblée, de style rocaille (boiseries de François Antoine Vassé et Jacques Verberckt), équipée d'une cheminée et de deux portes dérobées.
Au deuxième palier se situe la suite allouée aux chefs d’États étrangers (salon, bureau et chambre).
Enfin la grande salle à manger, ancienne chambre des rois et dans laquelle Charles X signa son abdication en 1830, est ornée de tapisseries de la manufacture des Gobelins.

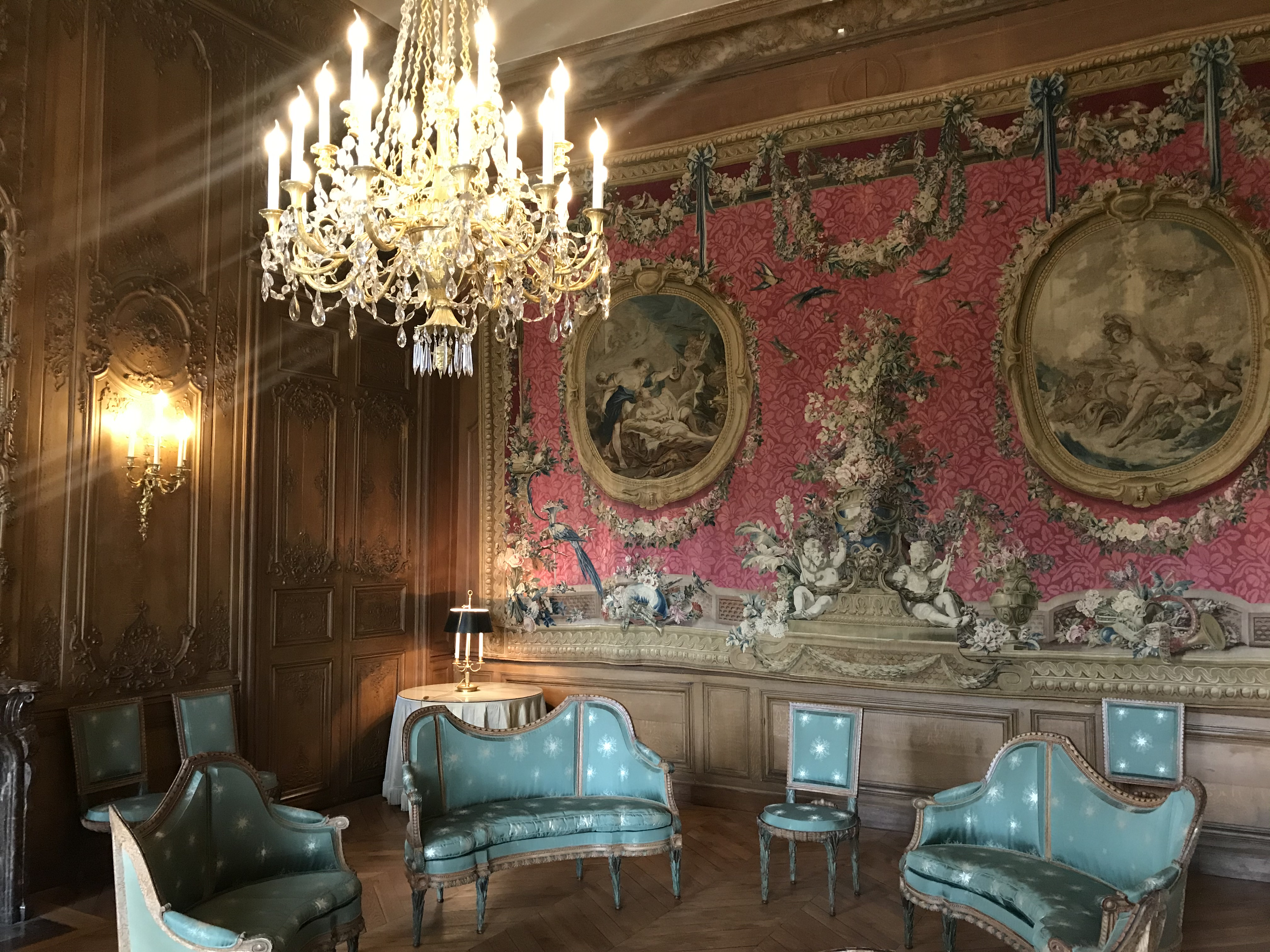
Salle du Conseil, présentant ici le mobilier de la chaumière aux coquillages.
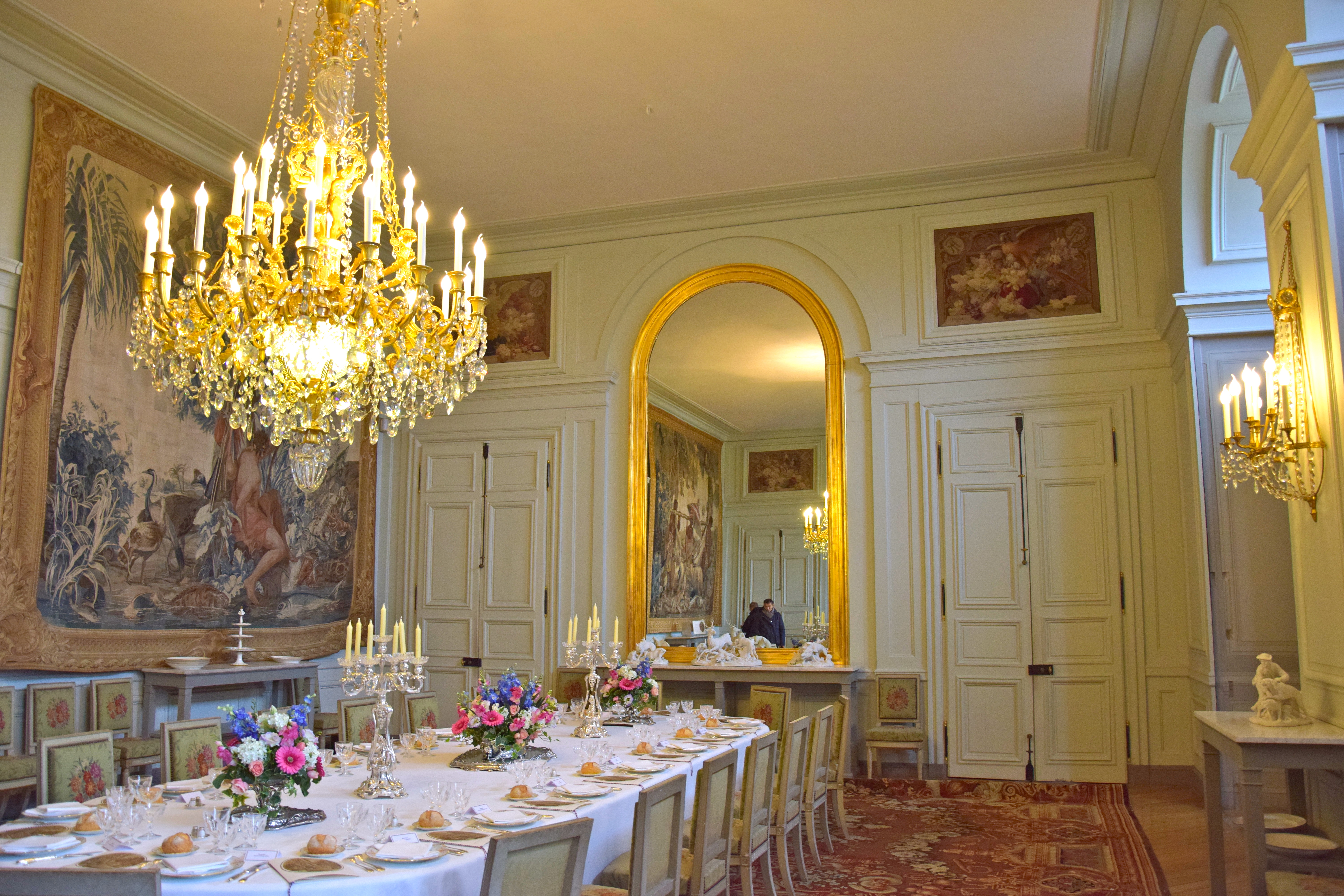
Grande salle à manger.
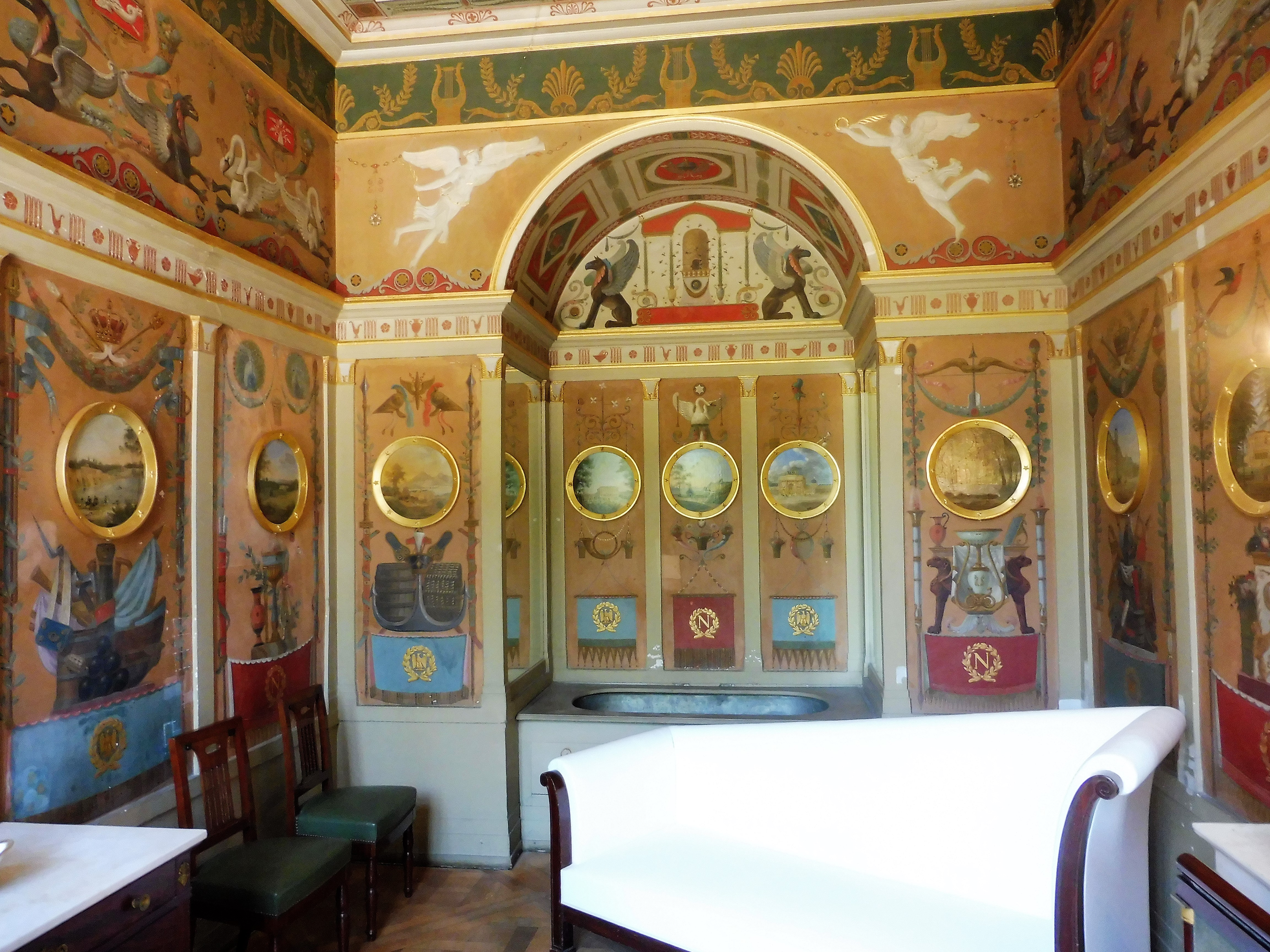
Salle de bains pompéienne de Napoléon Ier.
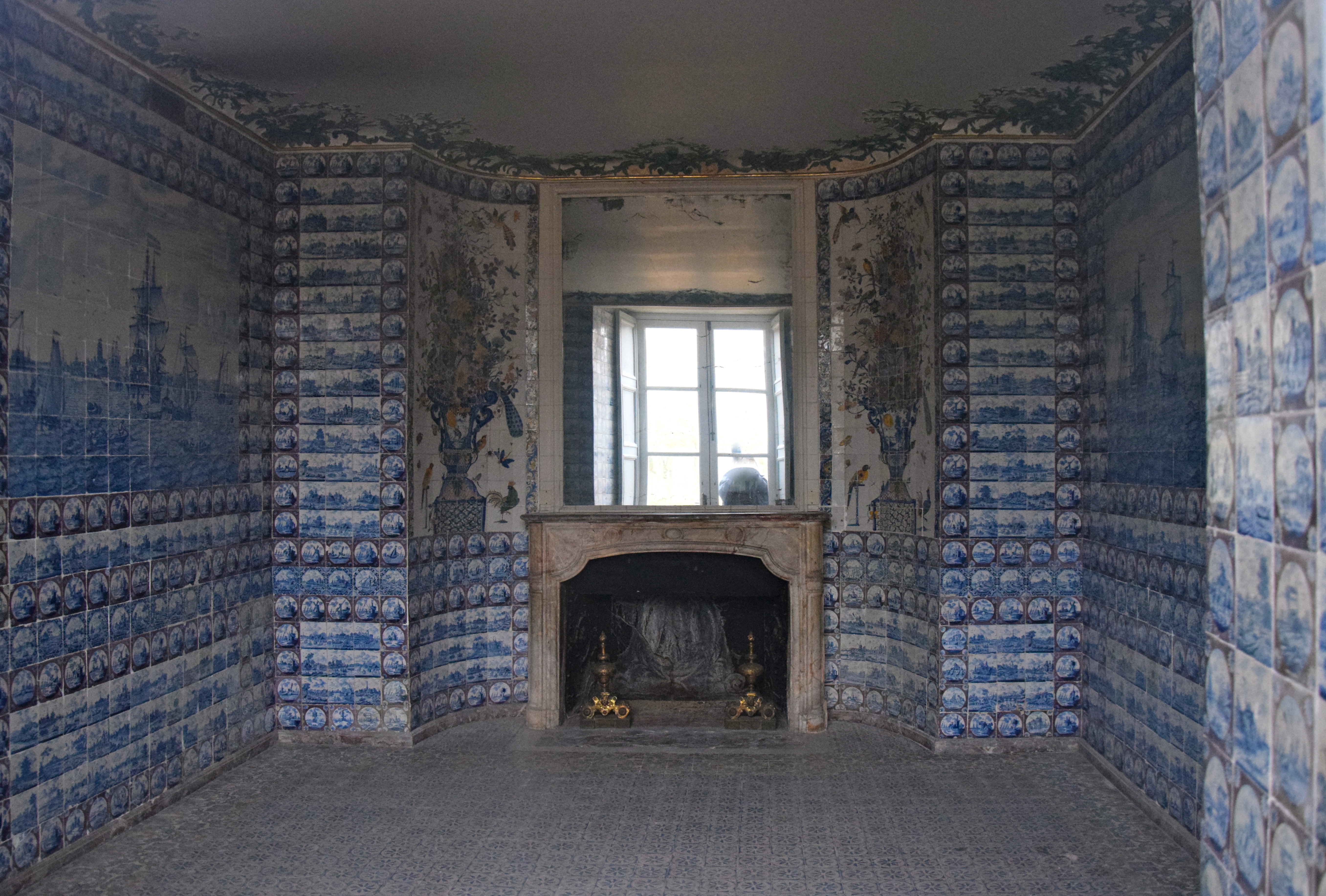
Au sous-sol, cabinet des faïences de Delft peintes par Boumeester.

## Les autres sites du domaine

### La Bergerie nationale de Rambouillet

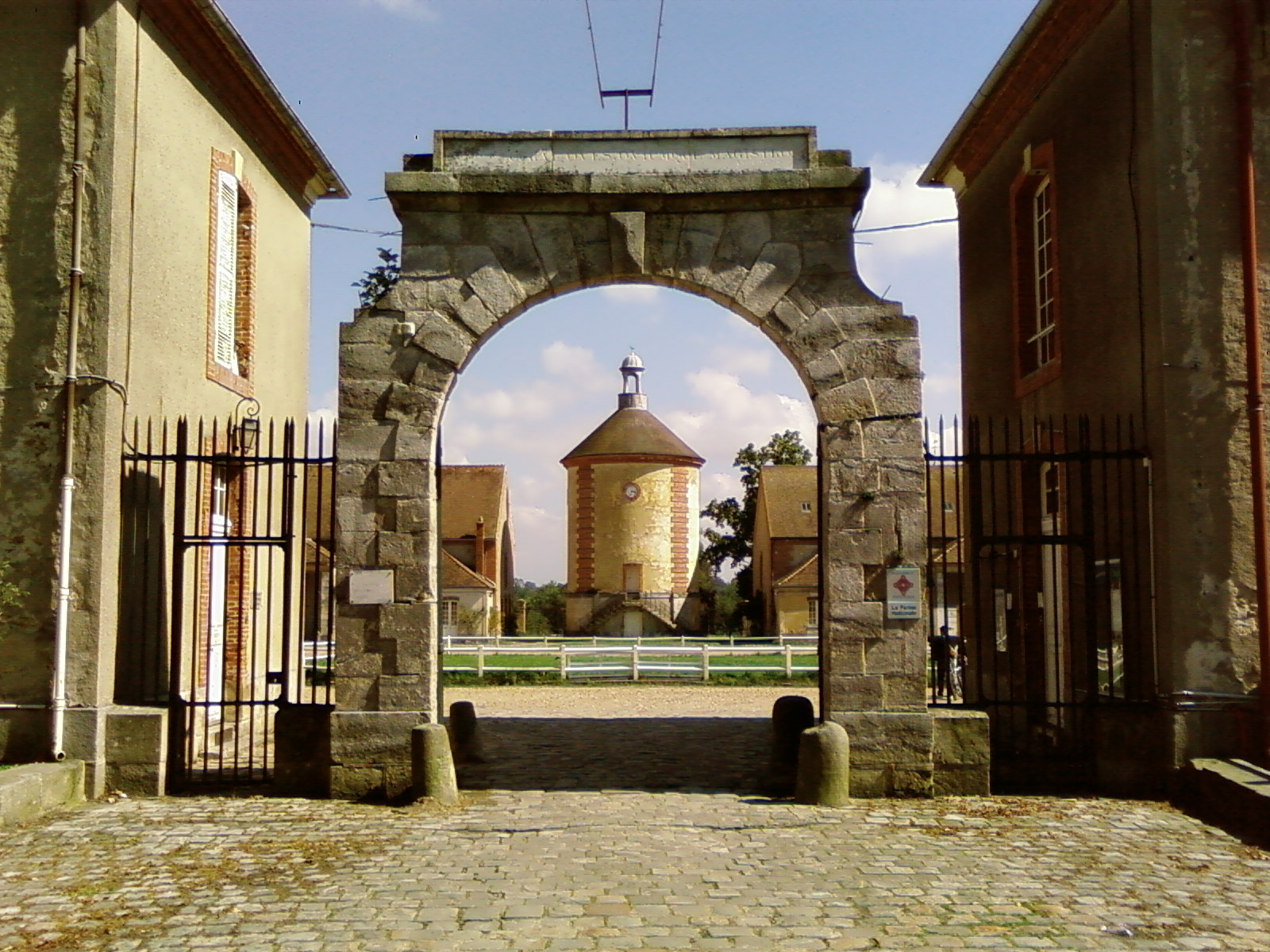
Portail de la Bergerie nationale.

Après avoir acquis le château, Louis XVI y crée en 1785 la « grande ferme » expérimentale, où sont installés un troupeau de Mérinos acheté au roi d'Espagne Charles III et ancêtre de la race des Mérinos de Rambouillet. Par la suite, des vaches suisses, des moutons d'Afrique, des chèvres angora et des mouflons. Napoléon Bonaparte fit à son tour venir des buffles d'Italie et des chevaux de races belges, normandes et arabes. À cela s'ajoute 275 hectares de cultures et de prairies destinées à des expériences agronomiques dans le domaine des chasses.
Une école des bergers est également ouverte en 1794, devenue en 1939 l'école nationale d'élevage ovin.
Aujourd'hui, l'ancienne bergerie royale est devenue une bergerie nationale qui, outre des moutons, accueille un troupeau de 55 vaches laitières, 30 vaches à viande, des chevaux de trait, des poules pondeuses, des volailles de chairs, des chèvres, des cochons (porcs Blancs de l'Ouest), des lapins. Un circuit de visite permet d'approcher tous ces animaux. Des manifestations sont organisées tout au long de l'année, dont le Festival des Arts de la Laine, qui se déroule les 29 et 30 mars cette année 2008. Au programme, tonte du mouton mérinos mais aussi exposition/vente d'objets et vêtements en laine de mouton. L'établissement comporte également un petit « musée du mouton ».

## Parc et jardins
Le parc à la française fut conçu par Fleuriau d'Armenonville en 1700. Il comprenait terrasses, parterres et alignements de tilleuls. À partir du grand canal qui traverse le domaine, le comte de Toulouse fit creuser un réseau de canaux secondaires dessinant des chapelets d'îles géométriques jadis peuplées de statues et devenues aujourd'hui des refuges pour la faune sauvage.
En 1779, le duc de Penthièvre créa un jardin pittoresque et magique orné de fabriques, une grotte surmontée d'un kiosque chinois, un ermitage, des canaux se croisant et formant six îles. Ne résistant pas à la mode, le duc créa un jardin anglais où il fit construire la fameuse chaumière aux coquillages.
Un petit temple néo-classique à savoir la Laiterie de la reine fut réalisée afin de divertir la reine Marie-Antoinette lors de ses séjours à Rambouillet.

### La laiterie de la Reine

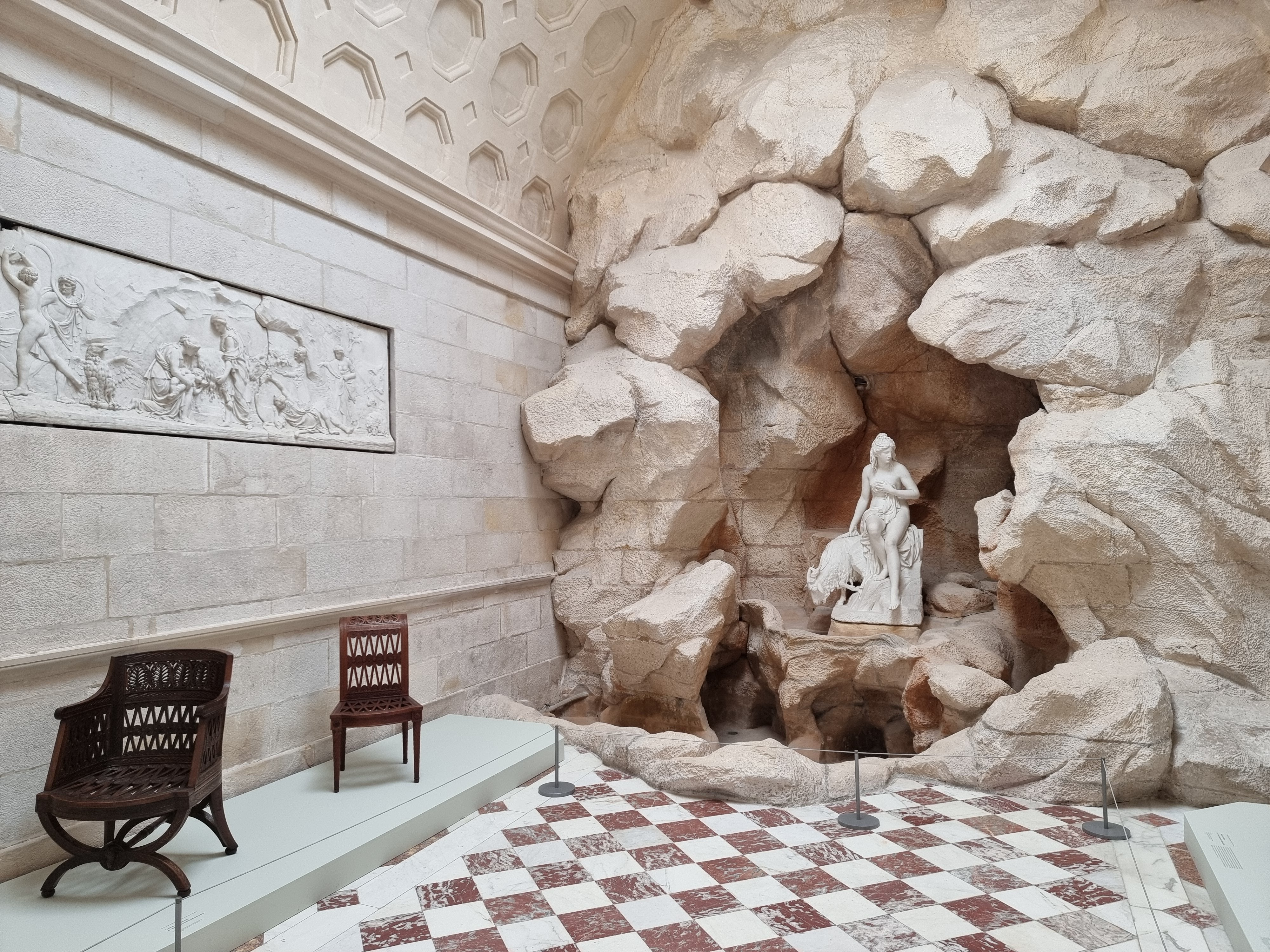
Intérieur de la laiterie.

La laiterie de la Reine fut construite en 1785 à la demande de Louis XVI pour Marie-Antoinette, qui espérait, en lui offrant cet édifice, faire aimer Rambouillet à la reine en lui rappelant le Petit Trianon de Versailles. Cette laiterie fut édifiée dans le plus grand secret pour ne pas alerter sur le manque d'argent, qui était déjà important en 1785. Plus tard, la laiterie fut réaménagée et utilisée par Napoléon.
Édifiée par l'architecte Jacques-Jean Thévenin, c'est l'une des plus importantes fabriques de jardin du XVIIIe siècle. La laiterie comprend une salle en rotonde qui est éclairée par une lumière zénithale venant de la coupole du plafond. Une table ronde est placée au milieu de celle-ci sous Napoléon Ier. Après cette pièce, on accède à la pièce la plus importante. En forme de galerie, celle-ci ouvre sur une grotte abritant une statue de la nymphe Amalthée avec une chèvre due à Pierre Julien en (1787). La pièce est ornée de plusieurs médaillons et de deux bas-reliefs. Cette fabrique était destinée à la dégustation des laitages préparés dans les dépendances qui se trouvent juste à côté de celle-ci. À l'aube de la révolution Française, la laiterie reflète l'idéal du retour à la nature prôné par le siècle des Lumières[réf. nécessaire].

### La grotte des amants
C'est l'arche de rocaille, formant en son soubassement une grotte, sur laquelle était implanté le pavillon chinois, disparu comme la plupart de ces fragiles constructions de bois appelées fabriques. On voit que la rivière anglaise en débouche. Une anecdote parle de cette fabrique, cette rocaille fut appelée « grotte des amants » à la fin du XIXe siècle, à la suite, paraît-il, de la mort d'un couple de jeunes promeneurs qui s'y seraient réfugiés pendant un orage, et y auraient trouvé la mort à cause de la foudre.

### La chaumière aux coquillages

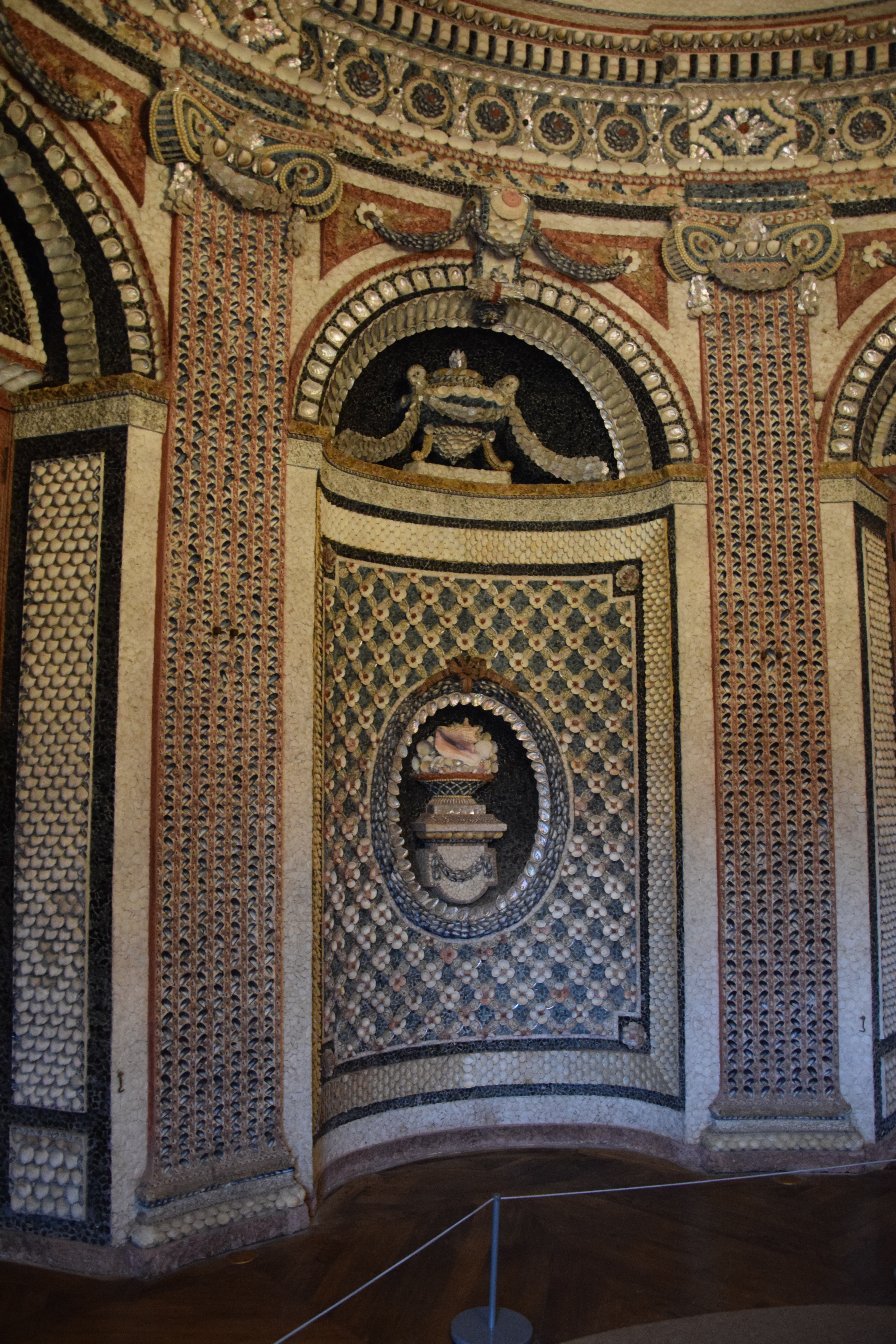
Intérieur de la chaumière aux coquillages.

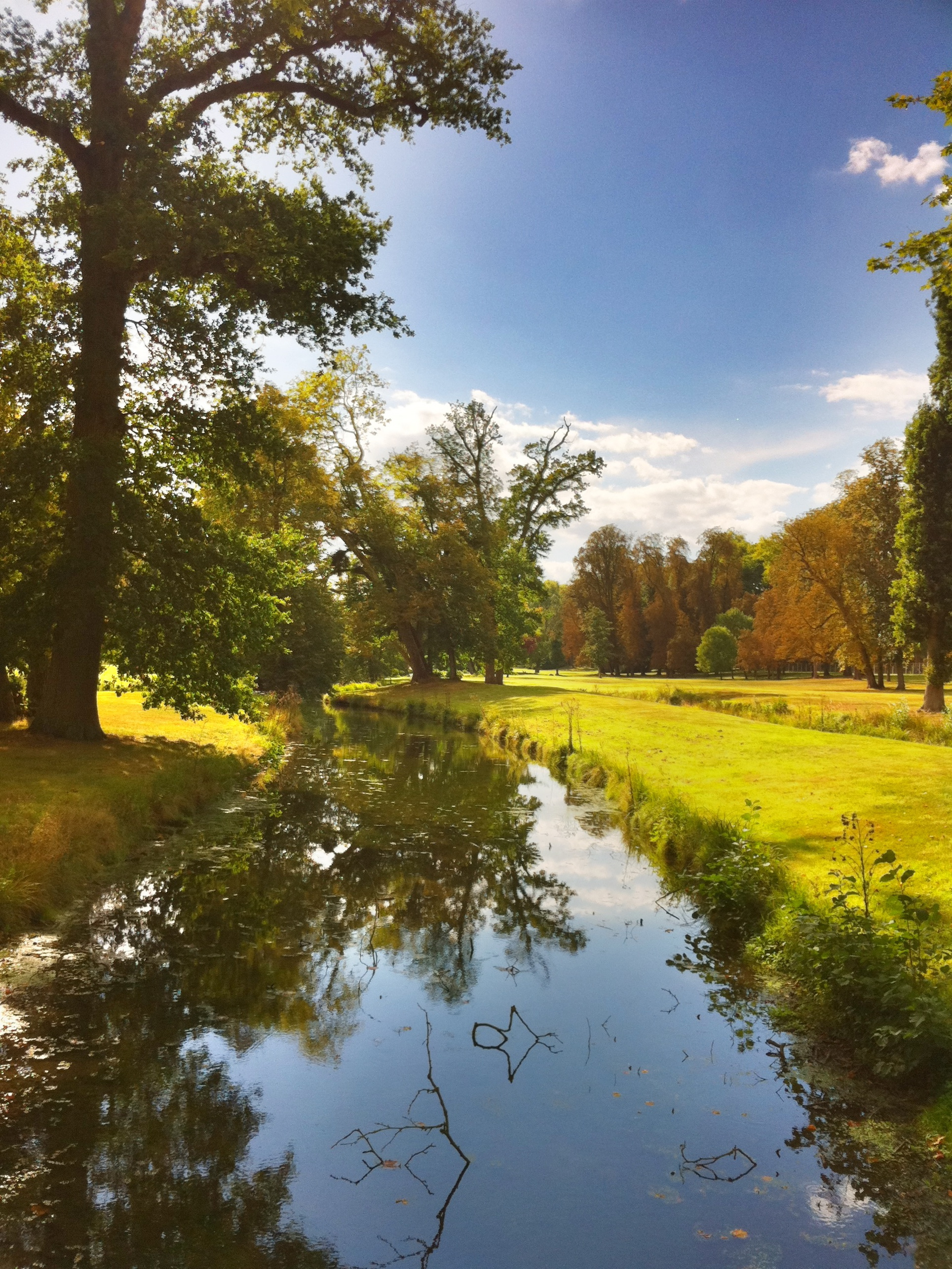
Vue du parc du château de Rambouillet.

La chaumière aux coquillages est édifiée vers 1770-1780 pour la princesse de Lamballe, belle-fille du duc de Penthièvre, soit par Martin II Goupy, architecte de ce prince, soit par Jean-Baptiste Paindebled. Cet ermitage au milieu d'un jardin à l'anglaise est significatif de l'engouement pour le pittoresque campagnard qui se développe à partir de 1760 et dont atteste également le hameau de la Reine à Versailles (construit entre 1783 et 1787). D'extérieur, cette construction ressemble à une chaumière et elle est de nouveau, comme à l'origine, couverte en chaume, mais l'intérieur est très richement décoré (marbre, coquillages, nacre) ; c'est le but d'une fabrique : étonner le visiteur. La chaumière est constituée de deux pièces. Une vaste salle, décorée à l'aide de coquillages, etc. Une salle plus petite se cache derrière deux portes dérobées de chaque côté de la cheminée. Cette pièce est quant à elle décorée de peintures murales et d'un miroir. Des automates, grandes ingéniosités du XVIIIe siècle, se trouvaient dans la plus petite des pièces. Ils ont été dérobés.

### L'ermitage
Réalisé sur une hauteur escarpée du parc dite « du Coudray », l'Ermitage correspond également à un exercice quasi obligé dans les parcs à l'anglaise de la seconde moitié du XVIIIe siècle. Il date, comme la chaumière aux coquillages, de la campagne de travaux effectuée vers 1770-1780 par Claude-Martin Goupy pour le duc de Penthièvre. Beaucoup plus vaste que la plupart des ermitages contemporains, il comprend plusieurs pièces dont une chapelle. Endommagé par un incendie en 1977, il est en cours de restauration (2005).

### Barque solaire
Au centre du jardin a été installée la Barque solaire, sculpture en bronze inaugurée le 9 octobre 1993, commande initiatique voulue par François Mitterrand, inspirée de la mythologie égyptienne.